# Ladislav Býček
Ladislav Býček (* 8. října 1944) je český politik, v letech 2002 až 2006 poslanec Poslanecké sněmovny PČR za KSČM, v letech 2000 až 2004 a opět v letech 2012 až 2016 zastupitel Jihomoravského kraje.

## Biografie
Ve volbách v roce 2002 byl zvolen do poslanecké sněmovny za KSČM (volební obvod Jihomoravský kraj). Byl členem sněmovního hospodářského výboru. V parlamentu setrval do voleb v roce 2006.
Působí jako předseda Městského výboru KSČM v Brně. V roce 2012 média informovala o tom, že v kanceláři má stále bustu Vladimira Iljiče Lenina. Dlouhodobě je aktivní v místní politice. V komunálních volbách roku 1994, komunálních volbách roku 1998 a komunálních volbách roku 2006 byl zvolen do zastupitelstva městské části Brno-Řečkovice a Mokrá Hora za KSČM. Profesně se uvádí jako obchodní zástupce. Neúspěšně sem kandidoval v komunálních volbách roku 2010, nyní se profesně zmiňuje coby politický pracovník. V komunálních volbách roku 1994, komunálních volbách roku 1998, komunálních volbách roku 2006 a komunálních volbách roku 2010 byl také zvolen do zastupitelstva Brna. V komunálních volbách roku 2002 do něj kandidoval neúspěšně.
V krajských volbách roku 2000 a opětovně v krajských volbách roku 2012 byl zvolen do Zastupitelstva Jihomoravského kraje za KSČM. V krajských volbách v roce 2016 se pokoušek post krajského zastupitele obhájit, ale neuspěl.
V komunálních volbách v roce 2014 kandidoval za KSČM do Zastupitelstva Městské části Brno-Řečkovice a Mokrá Hora, ale neuspěl (stal se pouze prvním náhradníkem).
Od roku 2010 do ledna 2016 zastával funkci předsedy Městského výboru KSČM Brno.